# Шорохов, Лазарь Максимович
Лазарь Максимович Шорохов (4 [16] ноября 1898, Большой Имыш, Енисейская губерния — 5 декабря 1937, Томск, Новосибирская область, РСФСР, СССР) — советский учёный-геолог, палеоботаник, первооткрыватель полезных ископаемых Сибири.

## Биография
Родился в деревне Большой Имыш (Ачинский уезд, Енисейская губерния).
Выпускник Томского университета.
Работал в Сибирском отделении Геологического комитета (Сибгеолком), затем в Западно-Сибирском геологоразведочном управлении (ЗСГРУ).
Работал доцентом кафедры палеонтологии и исторической геологии Сибирского геолого-разведочного института.
Специалист по геологии угольных месторождений. Кандидат технических наук.
Занимался изучением Тунгусского бассейна, первооткрыватель Баскунчакского месторождения флюсовых известняков.

### Репрессии
23 октября 1937 года окончил отчёт о прошедщей экспедиции.
3 ноября 1937 года был арестован НКВД как участник мнимой организации «Союз спасения России».
Осуждён 25 ноября 1937 года, и расстрелян 5 декабря в Томске (по справке, выданной его вдове, он умер 30.01.1944 от воспаления легких).
Реабилитирован 2 февраля 1956 года за отсутствием состава преступления.

## Семья
- Жена — Ольга Ивановна Шорохова.

## Память
В феврале 1969 года в Томском государственном университете была проведена научная конференция памяти Л. М. Шорохова.
В честь Л. М. Шорохова были названы:
- Eulimnadia shorokhovi Novojilov, 1970 — вид конхострак
- Lazaripteris Sadovnikov, 2002 — подрод папоротников (Acrostichides Fontaine)